# Куликов, Анжела
Анжела Кирстен Куликов (англ. Angela Kirsten Kulikov; род. 31 марта 1998, Лос-Анджелес, Калифорния) — американская профессиональная теннисистка. Победительница одного турнира WTA (2022) в парном разряде; и победительница 10 турниров ITF в парном разряде.

## Общая биография
Родилась 31 марта 1998 года в Лос-Анджелесе, в Калифорнии, в США.

## Спортивная карьера
В 2019—2025 годах стала победительницей десяти турниров ITF в парном разряде.

### 2022—2023
В июле 2022 года в партнерстве с соотечественницей Софи Чанг стала победительницей турнира WTA 250 Hamburg European Open в Гамбурге (Германия), где они в финале победили пару Мию Като и Алдила Сутджиади со счётом 6-3, 4-6, [10:6], что стало её лучшим результатом в парном разряде на WTA Туре 2022 года.
В июле 2023 года вместе с чешкой Мириам Колодзиёвой стала финалисткой турнира категории WTA 250 в Гамбурге (Германия), где они в финали проиграли паре Анна Данилина и Александра Панова со счётом 4-6, 2-6.

## Итоговое место в рейтинге WTA по годам
| Год  | Одиночный рейтинг | Парный рейтинг |
| 2024 | —                 | 472            |
| 2023 | —                 | 113            |
| 2022 | —                 | 57             |
| 2021 | —                 | 308            |
| 2020 | —                 | 414            |
| 2019 | —                 | 449            |